# 平山裕人
平山 裕人（ひらやま ひろと、1958年6月22日 ‐ ）は、日本のアイヌ史研究者。
北海道小樽市に生まれる。1981年に北海道教育大学を卒業して教職につき、小樽市立北手宮小学校、小樽市立高島小学校で教員を務めた。
1989年に『歴史読本』第34巻5号に掲載した原稿「夷千島里とウソリウシ政権」で、同年に刊行元の新人物往来社による郷土史研究賞特別賞を受賞した。

## 著書
- 『アイヌ史を見つめて』北海道出版企画センター、1996年
- 『アイヌの学習にチャレンジ その実践への試み』北海道出版企画センター、2000年
- 『アイヌ史のすすめ』北海道出版企画センター、2002年
- 『アイヌ・北方領土学習にチャレンジ ワークブック』明石書店、2005年
- 『ようこそアイヌ史の世界へ アイヌ史の夢を追う』北海道出版企画センター、2009年5月(2刷)
- 『アイヌ語古語辞典』明石書店、2013年
- 『アイヌの歴史 日本の先住民族を理解するための160話』明石書店、2014年
- 『だれも「おかしい」と言わない小学校〈超管理教育〉の実態』寿郎社、2020年